# Aaron Groom

a Compétitions nationales et continentales officielles uniquement.

b Matchs officiels uniquement.
Aaron Groom, né le 23 juin 1987 à Suva (Fidji), est un joueur fidjien de rugby à XIII évoluant au poste de demi de mêlée ou demi d'ouverture. 

## Biographie
Malgré une carrière en club honnête[Quoi ?], c'est sous le maillot de la sélection des Fidji qu'il y réalise ses meilleures performances. Participant à deux reprises à la Coupe du monde, il atteint les demi-finales en 2008 en 2013. En club, il a joué une saison en National Rugby League avec les Canterbury-Bankstown Bulldogs en 2008 puis en Angleterre avec les Sheffield Eagles en 2009 avant de rejoindre durant cinq saisons les North Sydney Bears en New South Wales Cup.